# Confuciusornithiformes
De Confuciusornithiformes zijn een basale groep van uitgestorven vogels.
In 1995 benoemde Hou Lianhai een orde Confuciusornithiformes om de Confuciusornithidae een plaats te geven. In 1999 bracht hij de groep onder bij de Sauriurae. In 2007 brachten Brad Livezey en Richard Zusi de groep onder bij de Archaeornithes. Beide plaatsingen zijn sterk omstreden.
Er is voor het begrip geen definitie als clade gegeven; buiten een taxonomie waarin een familie per se binnen een orde moet worden ondergebracht, is het concept overbodig omdat het inhoudelijk samenvalt met Confuciusornithidae.